# Pfons
Pfons – gmina w Austrii, w kraju związkowym Tyrol, w powiecie Innsbruck-Land. Liczy 1209 mieszkańców (1 stycznia 2015).